# Arenaria ionandra
Arenaria ionandra är en nejlikväxtart som beskrevs av Friedrich Ludwig Diels. Arenaria ionandra ingår i släktet narvar, och familjen nejlikväxter. Utöver nominatformen finns också underarten A. i. melanotricha.